# Carabobo Fútbol Club
Maillots
Actualités
L'Asociación Civil Carabobo Fútbol Club, appelé plus couramment le Carabobo FC, est un club vénézuélien de football fondé le 24 juillet 1964 et basé dans la ville de Valencia.
Los Granadictos (en français les grenats, du fait de la couleur du club, utilisée depuis 1997, date de la refondation du club) évoluent à domicile dans le stade du Polideportivo Misael Delgado, ayant une capacité de 10 000 places.

## Histoire

### Historique du club
- 24 juillet 1964 : fondation du club sous le nom de Valencia Fútbol Club.
- 1965 : premier titre du club (Coupe du Venezuela).
- 24 juin 1997 : refondation du club sous le nom de Caracobo Fútbol Club.

## Palmarès
| Compétitions nationales |
| - Championnat du Venezuela (1) : - Champion : 1971. - Coupe du Venezuela (2) : - Vainqueur : 1965 et 1978. - Championnat du Venezuela de deuxième division (2) : - Champion : 1990. |

## Anciens joueurs
- Daniel Arismendi
- José Luis Dolgetta
- Héctor González
- Jonathan Laurens
- Renny Vega